# Police TRC
 (mars 2023).
Si vous disposez d'ouvrages ou d'articles de référence ou si vous connaissez des sites web de qualité traitant du thème abordé ici, merci de compléter l'article en donnant les références utiles à sa vérifiabilité et en les liant à la section « Notes et références ».
En droit français, la police « Tous Risques Chantiers » (T.R.C.) est une police souscrite par les promoteurs ou maîtres d'ouvrage au profit de l'ensemble des intervenants à un chantier, afin de garantir les évènements accidentels avant réception. Elle ne donne pas systématiquement droit à recours contre les éventuelles garanties de ces intervenants. 
L'événement progressif ou répétitif, ainsi que le défaut de construction ou la non-conformité n'entraînant aucune dégradation matérielle ne seront, en principe, pas pris en compte.